# کوسی ناکینا
کوسی ناکینا (ژاپنی: 貫名 航世؛ زادهٔ ۲۶ آوریل ۱۹۹۵) یک بازیکن فوتبال اهل ژاپن است.
از باشگاه‌هایی که در آن بازی کرده‌است می‌توان به باشگاه فوتبال ونریر هاچینوهه اشاره کرد.